# 梅諾米尼 (內布拉斯加州)
梅諾米尼（英語：Menominee）是位於美國內布拉斯加州錫達縣的非建制地區。

## 歷史
梅諾米尼的郵局於1872年設立，其後於1902年停運。

## 地理
梅諾米尼所處的海拔為高於海平面396米（即1299英呎），而該地所採用的時區為UTC-6，即北美中部时区（CST）。同時該地設有夏令時間，為UTC-6調快一小時，即UTC-5（CDT）。